# ۱۸ اوت
۱۸ اوت در تقویم گرگوری، دویست و سی‌اُمین (در سال‌های کبیسه دویست و سی و یکمین) روز سال است. ۱۳۵ روز تا پایان سال باقی است.

## رویدادها
- ۱۲۲۷ - چنگیزخان مغول، پس از تصرف سرزمین‌هایی از چین تا حاشیهٔ اروپا، در ۷۲ سالگی درگذشت.
- ۱۷۲۱ - شهر شماخی در ولایت شیروان ایران صفوی، تاراج شد.
- ۱۸۹۴ - دستگاه قانونگذاری فدرال آمریکا، برای سامان دادن به امور مهاجرت این کشور، «دفتر مهاجرت» ایجاد کرد.
- ۱۹۶۱ - کار ساختن دیوار سیمی برلین (با سیم خاردار و به‌طور موقت) به پایان رسید.
- ۱۹۶۶ - نخستین تصاویر گرفته شده از کرهٔ زمین در مدار ماه، به آمریکا مخابره شد.
- ۱۹۹۱ - جمعی از مقامات نظامی و سیاسی شوروی، علیه میخائیل گورباچف دست به کودتای ناموفقی زدند.

## زادروزها
- ۱۸۳۰ - فرانتس یوزف یکم امپراتور اتریش، پادشاه بوهم، مجارستان، کرواسی، گالیسی و لودومریا و همچنین گراندوک کراکوف
- ۱۸۵۸ - آحاد هعام، روزنامه‌نگار، مقاله‌نویس و اندیشمند یهودی روسی.[۱]
- ۱۹۳۳ - رومن پولانسکی کارگردان و بازیگر فرانسوی لهستانی، برندهٔ جایزهٔ اسکار
- ۱۹۳۶ - رابرت ردفورد بازیگر، کارگردان، تهیه‌کننده و بازرگان آمریکایی، برندهٔ جایزهٔ اسکار بهترین کارگردانی
- ۱۹۴۵ - حبیبه آتا فورسون مدیر و ورزشکار سابق دو و میدانی غنایی.[۲]
- ۱۹۵۰ - آلبرت آقازاریان، تاریخ‌نگار فلسطینی.[۳]
- ۱۹۵۲ - پاتریک سوویزی بازیگر، رقصنده، خواننده و ترانه‌نویس آمریکایی
- ۱۹۶۲ - فلیپه کالدرون رئیس‌جمهور مکزیک
- ۱۹۶۹ - ادوارد نورتون بازیگر، نمایشنامه‌نویس و کارگردان آمریکایی، برندهٔ جایزهٔ اسکار

## مرگ‌ها
- ۱۶۴۸ - ابراهیم یکم سلطان امپراتوری عثمانی از سال ۱۶۴۰ تا ۱۶۴۸
- ۱۷۶۵ - فرانتس یکم، امپراتور مقدس روم
- ۱۸۵۰ - انوره دو بالزاک نویسندهٔ فرانسوی
- ۱۹۰۶ - انیسه شرتونی، نویسنده، ادیب و روزنامه‌نگار لبنانی.
- ۱۹۴۵ - سبهاش چندر بوس انقلابی ملی‌گرای، رئیس کنگرهٔ ملی هند، رئیس کشور، نخست‌وزیر، وزیر جنگ و امور خارجهٔ دولت موقت هند آزاد مستقر در جزایر آندامان و نیکوبار
- ۲۰۰۹ - کیم دای جونگ رئیس‌جمهور پیشین کرهٔ جنوبی میان سال‌های ۱۹۹۸ تا ۲۰۰۳، برندهٔ جایزهٔ صلح نوبل سال ۲۰۰۰